# 표본실의 청개구리
〈표본실의 청개구리〉(標本室의 靑개구리)는 1921년 8월부터 1921년 10월까지 《개벽》 14호∼16호에 연재한 염상섭의 단편 소설이며, 염상섭의 처녀작이다. 한국 최초의 자연주의 작품이며, 러시아 문학의 영향을 받아 러시아적 침통함과 우울이 반영된 작품이다. 
박물 선생이 청개구리를 실험대에 놓고 해부하는 것처럼, 1920년대의 현실을 냉철히 관찰한 작품이다. 1인칭 시점의 소설로 현실고(現實苦)에 지쳐 있는 '나'라는 지식인을 주인공으로, 광인(狂人) 김창억(金昌億)을 부주인공으로 해서 성격 분석과 함께 인생의 어두운 면을 폭로했다. 특히 작자는 광인 김창억을 통하여 인생을 자기 신조대로 충실하게 살 것을 내세우고 있다.

## 원작으로 한 작품
- 《표본실의 청개구리》, 단막극 드라마, 문예극장, 1979년 8월 24일 방영